# Padma Samten

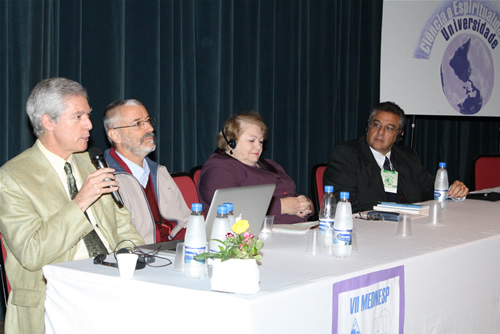
B. Alan Wallace, Padma Samten, Marlene Rossi Severino Nobre et Roberto Lúcio Vieira de Souza, UFRGS, en 2009

Padma Samten, de son nom civil Alfredo Aveline né à Porto Alegre le 24 janvier 1949, est un lama bouddhiste brésilien.
Physicien, ayant obtenu un baccalauréat et une maîtrise de l’Université fédérale du Rio Grande do Sul (UFRGS), Alfredo Aveline a été professeur de 1969 à 1994.
Pendant cette période, il se consacre notamment à l'examen de la physique quantique, théorie dans laquelle il a trouvé des affinités avec la pensée bouddhiste.
Au début des années 1980, son intérêt pour le bouddhisme s’est accru.
En 1986, il a fondé le Centro de Estudos Budistas Bodisatva (CEBB).
En 1993, il a été accepté comme disciple par Chagdud Tulku Rinpoché et en 1996, il a été ordonné lama.
À Viamão, où il réside, est situé le siège de l’Institut de la Voie du Milieu -(CEBB), une organisation qu'il dirige.
Samten est également conférencier et consultant notamment au sein d'entreprises, d'organismes gouvernementaux et d'universités.

## Œuvre
- A Jóia dos Desejos (ed. Fundação Peirópolis, 2001, brochura, 168 p.  (ISBN 858566360X)
- Meditando a Vida (ed. Fundação Peiropólis, 2001, brochura, 160 p.  (ISBN 8585663545)
- Mandala do Lótus (ed. Fundação Peiropólis, 2006, brochura, 160 p.  (ISBN 857596092X)
- O Lama eo Economista (ed. Rima, 2007, brochura, 121 p.  (ISBN 8576560275)